# Marcovia
Marcovia é uma cidade hondurenha do departamento de Choluteca.